# Élections régionales vénézuéliennes de 2021
Les élections régionales vénézuéliennes de 2021 (Elecciones regionales de Venezuela de 2021) ont lieu le 21 novembre 2021 afin de renouveler les gouverneurs et membres des assemblées législatives des 23 États du Venezuela. Des élections municipales ont lieu simultanément. 70 000 candidats se présentent ainsi aux élections locales.

## Contexte politique
Le scrutin a lieu dans le contexte de la nomination de deux figures indépendantes, Enrique Márquez et Roberto Picón, au sein du Conseil national électoral (CNE), sans l'aval du chef de l'opposition Juan Guaidó. La Table d’unité démocratique (MUD), qui rassemble la plupart des partis d'opposition, décide à l'issue de négociations tenues à l'été 2021 de participer au scrutin. La MUD boycotte les élections présidentielles de 2018 et les élections qui suivent mais l'unité de l'opposition a toutefois commencé à se fissurer lorsque certaines formations choisissent de participer aux élections législatives de 2020, s'écartant de la ligne défendue par Juan Guaido.

## Résultats

### Données générales
Le taux de participation officiel, annoncé dès le lundi 22 novembre au lendemain de la tenue des scrutins, s'élève à 41.80 %, soit 8,1 millions de votants sur les 21 appelés aux urnes. Le pouvoir en place du président Maduro célèbre sa très large victoire dans vingt des vingt-trois États en plus de la capitale Caracas tandis que l'opposition l'emporte dans trois États, le Zulia, le Cojedes et l'État insulaire de Nueva Esparta, ce qui représente un recul par rapport aux élections régionales de 2017 où elle l'emportait dans quatre États.

### Liste des gouverneurs d'État élus
Dès le 22 novembre, Manuel Rosales, déjà gouverneur de 2000 à 2008 l'emporte à nouveau dans l'État de Zulia et confirme la prise de pouvoir de l'opposition dans les municipalités de Mara, Maracaibo et San Francisco. Le jour même, le conseil national électoral annonce la liste des gouverneurs élus :
| État                    | Photo | Nom du gouverneur       | Parti politique | Résultat électoral | Notes                                      |
| ----------------------- | ----- | ----------------------- | --------------- | ------------------ | ------------------------------------------ |
| District de la capitale |       | Carmen Meléndez         | PSUV            | 58.93 %            |                                            |
| Amazonas                |       | Miguel Rodríguez        | PSUV            | 40.16 %            | Réélu                                      |
| Anzoátegui              |       | Luis José Marcano       | PSUV            | 45.98 %            |                                            |
| Apure                   |       | Eduardo Piñate          | PSUV            | 43.33 %            |                                            |
| Aragua                  |       | Karina Carpio           | PSUV            | 51.76 %            |                                            |
| Barinas                 |       | Argenis Chávez          | PSUV            | 37.05 %            | Réélu, démissionne dès le 30 novembre 2021 |
| Bolívar                 |       | Ángel Bautista Marcano  | PSUV            | 42.10 %            |                                            |
| Carabobo                |       | Rafael Lacava           | PSUV            | 54.94 %            | Réélu                                      |
| Cojedes                 |       | José Alberto Galíndez   | MUD             | 48.52              |                                            |
| Delta Amacuro           |       | Lizeta Hernández        | PSUV            | 59.95 %            | Réélue                                     |
| Falcón                  |       | Víctor Clark            | PSUV            | 43.39 %            | Réélu                                      |
| Guárico                 |       | José Vázquez            | PSUV            | 47.07 %            | Réélu                                      |
| La Guaira               |       | José Alejandro Terán    | PSUV            | 50.12 %            |                                            |
| Lara                    |       | Adolfo Pereira          | PSUV            | 45.91 %            |                                            |
| Mérida                  |       | Yeisón Guzmán           | PSUV            | 40.42 %            |                                            |
| Miranda                 |       | Héctor Rodríguez Castro | PSUV            | 48.19 %            | Réélu                                      |
| Monagas                 |       | Ernesto Luna            | PSUV            | 45.59 %            |                                            |
| Nueva Esparta           |       | Morel Rodríguez         | FV              | 42.56 %            |                                            |
| Portuguesa              |       | Antonio Cedeño          | PSUV            | 45.78 %            |                                            |
| Sucre                   |       | Gilberto Pinto          | PSUV            | 46.71 %            |                                            |
| Táchira                 |       | Freddy Bernal           | PSUV            | 41.03 %            |                                            |
| Trujillo                |       | Gerardo Márquez         | PSUV            | 41.48 %            |                                            |
| Yaracuy                 |       | Julio León              | PSUV            | 45.89 %            | Réélu                                      |
| Zulia                   |       | Manuel Rosales          | MUD             | 56.90 %            |                                            |